# Richard Lloyd (kierowca wyścigowy)
Richard Lloyd (ur. 18 lutego 1945 w Belfascie, zm. 30 marca 2008 w Farnborough) – brytyjski kierowca wyścigowy. Właściciel zespołu Richard Lloyd Racing.

## Kariera
Lloyd rozpoczął karierę w międzynarodowych wyścigach samochodowych w 1968 roku od startów w dywizji 2 European Touring Car Championship, gdzie jednak nie zdobywał punktów. W późniejszych latach Brytyjczyk pojawiał się także w stawce British Saloon Car Championship, Brytyjskiej Formuły 3 BARC, World Championship for Drivers and Makes, FIA World Endurance Championship, IMSA GTU Championship, IMSA Camel GTO, 24-godzinnego wyścigu Le Mans, British Touring Car Championship oraz European Endurance Championship.